# Challenger Concepción 2021
El Challenger Concepción 2021 fue un torneo de tenis profesional que se jugó en pistas de tierra batida. Fue la primera edición del torneo que forma parte del ATP Challenger Tour 2021. Tuvo lugar en Concepción, Chile entre el 15 y el 21 de febrero de 2021.

## Distribución de puntos
| Modalidad    | Campeón | Finalista | Semifinales | Cuartos de final | Octavos de final | 1ª ronda | Clasificados | 2ª ronda de clasificación | 1ª ronda de clasificación |
| Individuales | 80      | 48        | 29          | 15               | 7                | 0        | 4            | 2                         | 0                         |
| Dobles       | 80      | 48        | 29          | 15               | -                | -        | -            | -                         | -                         |

## Participantes en Individuales

### Cabezas de Series
| Favorito | País | Jugador                | Ranking | Posición en el torneo |
| -------- | ---- | ---------------------- | ------- | --------------------- |
| 1        | ARG  | Federico Coria         | 92      | Cuartos de final      |
| 2        | SVK  | Andrej Martin          | 103     | Semifinal             |
| 3        | POR  | Pedro Sousa            | 107     | Retirado              |
| 4        | BOL  | Hugo Dellien           | 112     | Cuartos de final      |
| 5        | COL  | Daniel Elahi Galán     | 115     | Octavos de final      |
| 6        | BRA  | Thiago Seyboth Salvaje | 117     | Cuartos de final      |
| 7        | ARG  | Facundo Bagnis         | 127     | 1ª ronda              |
| 8        | GER  | Daniel Altmaier        | 134     | Cuartos de final      |

- 1 Rankings al 8 de febrero de 2021.[1]

### Otro participantes
Los siguientes jugadores recibieron una invitación, por lo tanto ingresan directamente al cuadro principal (WC):
- Nicolás Álvarez
- Nicolás Jarry
- Gonzalo Lama

El jugador siguiente entró al cuadro principal como alterno:
- Camilo Ugo Carabelli

Los siguientes jugadores entraron al cuadro principal tras disputar las clasificaciones (Q):
- Hernán Casanova
- Carlos Gómez-Herrera
- Vitaliy Sachko
- Thiago Agustín Tirante

## Campeones

### Individuales
- Sebastián Báez[2] derrotó en la final a  Francisco Cerúndolo, 6–3, 6–7(5), 7–6(5).

### Dobles
- Orlando Luz /  Rafael Matos derrotaron en la final a  Sergio Galdós /  Diego Hidalgo 7–5, 6–4.